# Oroniscus dalmaticus
Oroniscus dalmaticus är en kräftdjursart som beskrevs av Hans Strouhal1937. Oroniscus dalmaticus ingår i släktet Oroniscus och familjen Oniscidae. Inga underarter finns listade i Catalogue of Life.